# Ryszard Tulkis
Ryszard Tulkis (ur. 14 kwietnia 1949 w Kruglanach) – polski lekkoatleta, sprinter, mistrz i reprezentant Polski.

## Kariera sportowa
Był zawodnikiem Zjednoczenia Olsztyn (1968-1972) i AZS Warszawa (1973).
Na mistrzostwach Polski seniorów na otwartym stadionie wywalczył trzy medale - złoty w sztafecie 4 x 100 metrów w 1973 oraz srebrne w biegu na 100 metrów i 200 metrów w 1972. W 1973 zdobył halowe wicemistrzostwo Polski seniorów w biegu na 60 metrów. 
W 1972 reprezentował Polskę w dwóch meczach międzypaństwowych. W 1973 wystartował w halowych mistrzostwach Europy, gdzie odpadł w eliminacjach biegu na 60 m, z czasem 6,88. Był także rezerwowym polskiej sztafety 4 x 100 metrów na Igrzyskach Olimpijskich w Monachium (1972).
Rekord życiowy na 100 metrów: 10,3 (30.07.1972), na 200 metrów: 21,1 (1.10.1972).